# Contessina de' Medici
Contessina Antonia Romola di Lorenzo de' Medici (Pistoia, 16 gennaio 1478 – Roma, 29 giugno 1515), nonogenita e quinta e ultima figlia di Lorenzo il Magnifico, Signore di Firenze, e di sua moglie Clarice Orsini, nonché moglie del conte palatino Piero Ridolfi e sorella di Papa Leone X.

## Biografia
Nacque il 16 gennaio 1478 a Pistoia dove la famiglia si era rifugiata a causa della Congiura dei Pazzi. Molto amata dal padre, aveva il nome della bisnonna Contessina de' Bardi. Venne battezzata a Firenze nel 1478, subito dopo la nascita, con i nomi di Contessina Antonia Romola.
L'11 maggio 1493 si sposò con il conte palatino Piero di Niccolò (1467-1525): l'ennesimo matrimonio di prestigio in casa Medici.
Quando il fratello Giovanni fu eletto pontefice con il nome di Leone X, Contessina si trasferì a Roma con la famiglia, come fecero anche le sue sorelle Lucrezia e Maddalena, dove formarono un'influente fazione sulla politica papale.   
Morì il 29 giugno 1515  e fu sepolta nella chiesa di Sant'Agostino di Roma.
Non esistono prima del 1845 notizie di una possibile infatuazione di Michelangelo verso di lei, per cui si tratta probabilmente di una leggenda nata in epoca romantica.

## Discendenza
Dall'unione di Contessina e Piero nacquero sei figli, due femmine e quattro maschi:
- Luigi (28 agosto 1495-1556), uomo politico e ambasciatore;
- Emilia (9 aprile 1500-10 ottobre 1514) sposò il principe Jacopo V Appiano, Signore di Piombino, ma morì prima di consumare il matrimonio;
- Niccolò (16 luglio 1501-1550), cardinale;
- Lorenzo (6 settembre 1503-1576), cavaliere e segretario apostolico;
- Clarice (22 aprile 1507-1522) sposò a sua volta Jacopo V Appiano, vedovo della sorella;
- Cosimo (11 agosto 1508 - 1528).

## Ascendenza
|                                           |                                      |                                           | Genitori                                  |  |  | Nonni |  |  | Bisnonni          |  |  | Trisnonni                    |  |
|                                           |                                      |                                           |                                           |  |  |       |  |  | Cosimo de' Medici |  |  | Giovanni di Bicci de' Medici |  |
|                                           |                                      |                                           |                                           |  |  |       |  |  | Cosimo de' Medici |  |  | Giovanni di Bicci de' Medici |  |
|                                           |                                      | Piccarda Bueri                            |                                           |  |  |       |  |  | Cosimo de' Medici |  |  |                              |  |
| Piero de' Medici                          |                                      |                                           |                                           |  |  |       |  |  | Cosimo de' Medici |  |  |                              |  |
|                                           |                                      | Contessina de' Bardi                      | Alessandro de' Bardi                      |  |  |       |  |  |                   |  |  |                              |  |
|                                           |                                      | Contessina de' Bardi                      | Alessandro de' Bardi                      |  |  |       |  |  |                   |  |  |                              |  |
|                                           |                                      | Contessina de' Bardi                      | Emilia Pannocchieschi dei Conti di Vernio |  |  |       |  |  |                   |  |  |                              |  |
| Lorenzo de' Medici                        |                                      | Contessina de' Bardi                      |                                           |  |  |       |  |  |                   |  |  |                              |  |
|                                           |                                      | Francesco Tornabuoni                      | Simone Tornabuoni                         |  |  |       |  |  |                   |  |  |                              |  |
|                                           |                                      | Francesco Tornabuoni                      | Simone Tornabuoni                         |  |  |       |  |  |                   |  |  |                              |  |
|                                           |                                      | Francesco Tornabuoni                      | …                                         |  |  |       |  |  |                   |  |  |                              |  |
| Lucrezia Tornabuoni                       |                                      | Francesco Tornabuoni                      |                                           |  |  |       |  |  |                   |  |  |                              |  |
|                                           |                                      | Selvaggia degli Alessandri                | Maso degli Alessandri                     |  |  |       |  |  |                   |  |  |                              |  |
|                                           |                                      | Selvaggia degli Alessandri                | Maso degli Alessandri                     |  |  |       |  |  |                   |  |  |                              |  |
|                                           |                                      | Selvaggia degli Alessandri                | Nanna Cavalcanti                          |  |  |       |  |  |                   |  |  |                              |  |
| Contessina de' Medici                     |                                      | Selvaggia degli Alessandri                |                                           |  |  |       |  |  |                   |  |  |                              |  |
|                                           | Orso Orsini, signore di Monterotondo | Francesco Orsini, signore di Monterotondo |                                           |  |  |       |  |  |                   |  |  |                              |  |
|                                           | Orso Orsini, signore di Monterotondo | Francesco Orsini, signore di Monterotondo |                                           |  |  |       |  |  |                   |  |  |                              |  |
|                                           | Orso Orsini, signore di Monterotondo | Costanza Annibaldeschi                    |                                           |  |  |       |  |  |                   |  |  |                              |  |
| Jacopo Orsini, signore di Monterotondo    | Orso Orsini, signore di Monterotondo |                                           |                                           |  |  |       |  |  |                   |  |  |                              |  |
|                                           |                                      | Lucrezia Conti                            | Ildebrandino Conti                        |  |  |       |  |  |                   |  |  |                              |  |
|                                           |                                      | Lucrezia Conti                            | Ildebrandino Conti                        |  |  |       |  |  |                   |  |  |                              |  |
|                                           |                                      | Lucrezia Conti                            | Caterina di Sangro                        |  |  |       |  |  |                   |  |  |                              |  |
| Clarice Orsini                            |                                      | Lucrezia Conti                            |                                           |  |  |       |  |  |                   |  |  |                              |  |
|                                           |                                      | Carlo Orsini, signore di Bracciano        | Giovanni Orsini, signore di Galera        |  |  |       |  |  |                   |  |  |                              |  |
|                                           |                                      | Carlo Orsini, signore di Bracciano        | Giovanni Orsini, signore di Galera        |  |  |       |  |  |                   |  |  |                              |  |
|                                           |                                      | Carlo Orsini, signore di Bracciano        | Bartolomea Spinelli                       |  |  |       |  |  |                   |  |  |                              |  |
| Maddalena Orsini dei signori di Bracciano |                                      | Carlo Orsini, signore di Bracciano        |                                           |  |  |       |  |  |                   |  |  |                              |  |
|                                           |                                      | Paola Orsini dei conti di Tagliacozzo     | Giacomo Orsini, conte di Tagliacozzo      |  |  |       |  |  |                   |  |  |                              |  |
|                                           |                                      | Paola Orsini dei conti di Tagliacozzo     | Giacomo Orsini, conte di Tagliacozzo      |  |  |       |  |  |                   |  |  |                              |  |
|                                           |                                      | Paola Orsini dei conti di Tagliacozzo     | Isabella Marzano                          |  |  |       |  |  |                   |  |  |                              |  |
|                                           |                                      | Paola Orsini dei conti di Tagliacozzo     |                                           |  |  |       |  |  |                   |  |  |                              |  |